# オールステート (自動車)

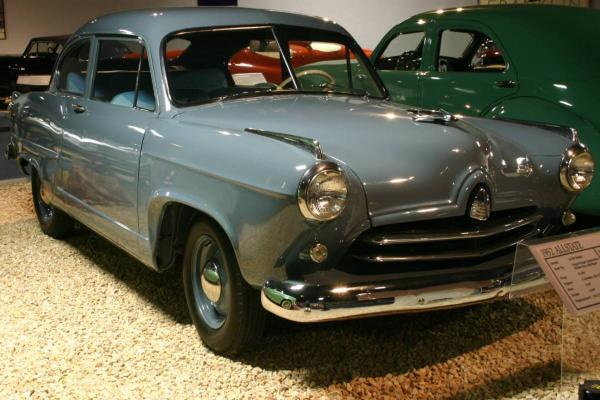
オールステート1952年式

オールステート（Allstate）は米国の自動車ブランド。大手流通企業でオールステート自動車保険も扱うシアーズ・ローバックが1952年式モデル、1953年式モデルを販売した。短期間の販売のため車種はシリーズ4とシリーズ6の2モデルのみであった。

## 概要
オールステートは1931年にシアーズの保険業部門として発足、相前後して自動車用補修部品の販売に際してもブランドとして用いられていた。
オールステートの自動車は、アメリカの自動車業界でも後発参入組であったカイザー・モーターズ・コーポレーションの製品がOEM供給されたもので、カイザーのコンパクト車、ヘンリーJがベース車であった。ベースのヘンリーJ同様にファストバックの2ドアセダンという単一ボディスタイルのみで提供され、シリーズ4とシリーズ6の2種のラインがあった。

## 車種と仕様
1952年モデルでは、シリーズ4は、111型スタンダード（最多販売は1,486米ドル）と113型デラックス（最多販売は1,539米ドル）および簡素な110型ベーシック（1,395米ドル）のグレード。シリーズ6は、ベーシック（1,594米ドル）と、豪華仕様で速い115型デラックス（1,693米ドル）でスタンダードは提供されていない。
1952年式モデルと比べて1953年式には外観の変更はなかったが、同仕様型で車重が145ポンド増していた。
オールステート・ベーシックモデルはなくなり、価格はかなり上げられた。エントリーレベルのシリーズ4スタンダード2は10型は1,528米ドル、デラックス213型は1,589米ドルで販売された。シリーズ6はデラックス215モデルのみで1,785米ドルだったが、これが一番人気だった。
シリーズ4は134.2 CID (2.199 cc) L型サイドバルブ4気筒 68hpエンジン、シリーズ6は161 CID (2.638 cc) L型サイドバルブ6気筒 80 hpエンジン。ともにウィリス製である。
3速マニュアルトランスミッションが標準で、オーバードライブ機構はオプションで104米ドルだった。
オールステートはヘンリーJそのものであるが、異なる点もあった。ボンネットとリアデッキにオールステートのネームプレート（バッジ）を加え、内装はより豪華にされており、サラン繊維や一部レザー、ビニールなどが使われている。そのほか、車内外の意匠に変更が加えられており、ハブキャップおよびホイールカバー、ホーンスイッチ、計器類の装着部分、ロック付のグローブボックス、トランクリッド、エンジンは特別な青色であった。アームレストとサンバイザー、ドアロックおよびキー、パーキングランプおよびテールランプも専用の特別仕様である。そしてもっとも目立つ部分、フロントグリルが2本線のグリルとなり、ボンネットはジェット機を模したオーナメントを、タッカー社からカイザーにやってきた工業デザイナーのアレックス・トレムリスがデザインしている。
また、タイヤ、チューブ、スパークプラグ、バッテリーはオールステートブランドの製品を組み込んでおり、これらにはシアーズの「トリプル・ギャランティ」保証もつけられていた。
初期のヘンリーJはコスト低減のために設けられていなかったが、オールステートではトランクリッドが設けられている。
オールステートの標準的なインテリアの材質は、硬く絞られた紙の房を互いに織り込みさらにプラスチックコーティングされたもので作られていた。これは通常の車のインテリアとは異なり耐久性にすぐれていただけでなく魅力的である上シートカバーいらずのものだった。なお1960年代には、シボレーも同様の内装をシボレー・ビスケインやシボレー・ベルエアに与えている。

## 販売
シアーズは以前にも1908年から1912年まで自社ブランドで販売したことがあった。しかし、実際の販売価格よりも製作コストのほうがかかったため生産は中止され、生産に使っていた器具や装置類は、新たに創業したリンカーン社（リンカーン・モーター・カー・ワークス）に売却してしまった。
オールステート自動車はより古いカイザー車で製造される予定だったが、カイザーとシアーズと間での交渉に3年間かかっている。カイザー社のヘンリー・J・カイザーは、シアーズを自社とは位置づけが異なる"大衆市場に向けた販売チャネル"として位置づけ、1950年に発売した2ドアセダンのヘンリーJの売れ行きの悪さを打ち破ろうと考えた。その発表は、シアーズのマーチャンダイジング副社長セオドア・V・ハウザーとカイザー＝フレーザー（当時）副社長ユージン・トレフェセンとにより1951年11月20日になされた。
当初、オールステートは米国南部および南西部にのみ販売され、以降は製品の伸びにともない、地域が拡大される予定だった。シアーズがオールステートを直接販売したのは、アーカンソー州リトルロック、アラバマ州バーミングハム、アリゾナ州フェニックス、ノースカロライナ州フェイエットビル、テキサス州ダラス、テキサス州ヒューストン、テキサス州ベイタウン、テキサス州ボーモント、テキサス州ラボック、テキサス州ウェーコ、テネシー州ノックスビル、テネシー州メンフィス、バージニア州ノーフォーク、バージニア州ポーツマス、バージニア州リッチモンド、フロリダ州オーランド、ミシシッピ州ジャクソンビル、ユタ州ソルトレイクシティであった。
シアーズのアウトレットではすくなくともサンプルを1台、在庫しようとはしていたが、多くの店では受注生産扱いで、店からの発注後カイザーからシアーズストアに1台が納品された。オールステートのサービス業務は、顧客の要求があれば自社のディーラーがおこなうようにカイザーは要求していた。
シアーズはこの車を「米国市場最安値のフルサイズセダン」として宣伝した。しかし、シアーズはオールステート車購入者からの（当時はすでに自動車市場で常識化していた）中古車引取りをおこなわなかったため、さらには、多くの購入予定者はサービス業務に疑問が残るデパートからの自動車購入をためらったために、オールステートでは販売がおこなわれた2年の間に2,363台が販売されたのみにとどまった。内訳は1952年に1,566台、1953年に797台である。その後ほどなくして、カイザーもヘンリーJの販売をやめている。